# 丙间水库
丙间水库是中国云南省楚雄彝族自治州元谋县境内的一座水库，位于丙间河上，建于1977年。水库正常库容为1716万立方米，集雨面积为16平方千米，海拔为1255.7米。